# Parque nacional Diamantina
Diamantina es un parque nacional en Queensland (Australia), ubicado a 1278 km al oeste de Brisbane.

## Datos
- Área: 5070,00 km²
- Coordenadas: 23°21′26″S 141°08′10″E / -23.35722, 141.13611
- Fecha de Creación: 1993
- Administración: Servicio para la Vida Salvaje de Queensland
- Categoría IUCN: II